# NGC 7354
NGC 7354 est une nébuleuse planétaire située dans la constellation de Céphée. NGC 7354 a été découverte par l'astronome germano-britannique William Herschel en 1787.

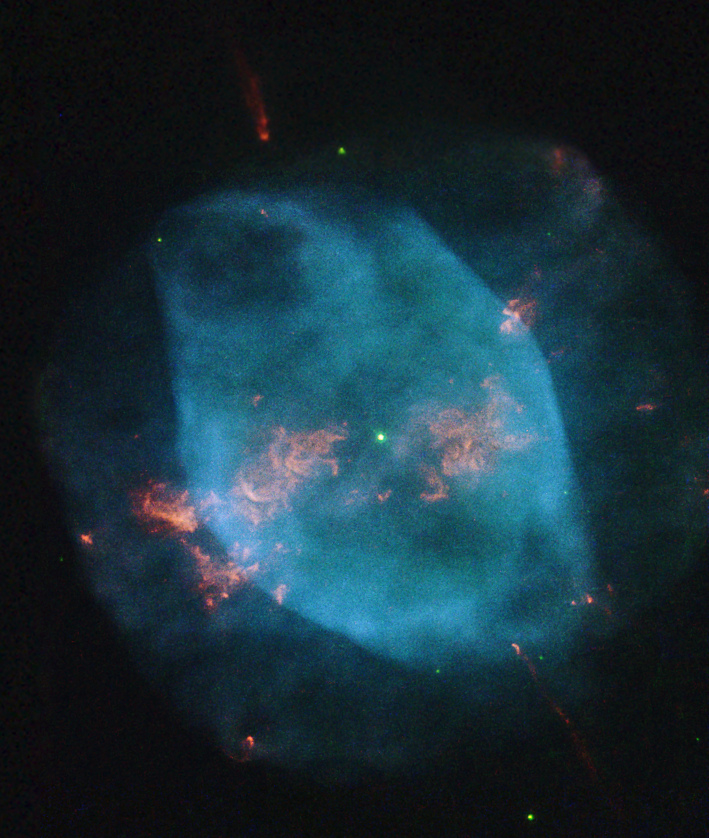
NGC 7354 par le télescope spatial Hubble.

## Observation
Avec une magnitude visuelle apparente de 12,2, il faut utiliser un télescope dont l'ouverture est d'au moins 200 mm pour l'observer.

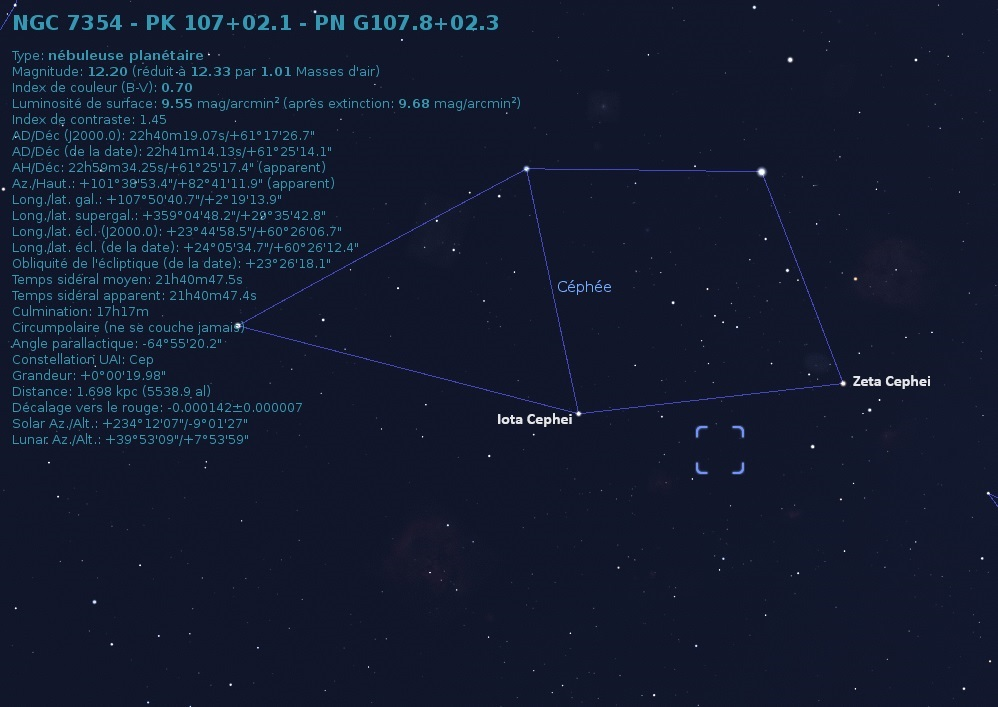
Localisation de NGC 7354 dans la constellation du Céphée (Stellarium).

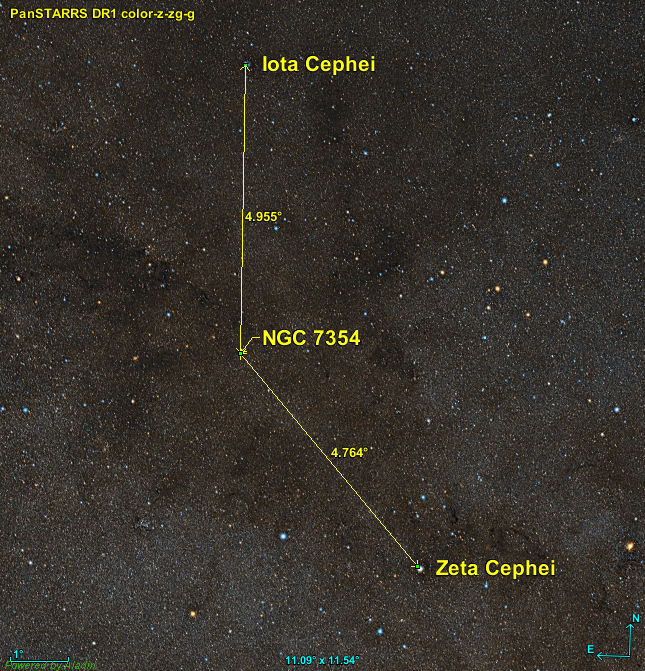
Position de NGC 7354 par rapport à deux étoiles.

La nébuleuse NGC 7354 est située à environ 5,0 degrés presque directement au sud de l'étoile Iota Cephei, et à environ 4,8 degrés nord-est de Zeta Cephei. Comme cette nébuleuse planétaire est peu lumineuse et située loin des principales étoiles brillantes du ciel, elle peut être très difficile à repérer. L'utilisation d'un ordinateur couplé à un télescope peut grandement faciliter la tâche.

## Caractéristiques

### Distance
Deux distances sont aussi indiquées sur la base de données Simbad : 1,579 ± 0,316 kpc (∼5 150 al) et environ 1 698 pc (∼5 540 al). Cependant, des mesures plus précises et plus récentes de la parallaxe obtenues par le relevé Gaia sont aussi indiquées sur Simbad. Une parallaxe moyenne de 0,454 2 ± 0,085 4 mas a été obtenue par le relevé Gaia DR2 en 2018 et une autre de 0,447 9 ± 0,070 mas par le relevé Gaia EDR3 en 2020. Selon cette dernière valeur, la distance de NGC 7354 est égale à 2101+355
-265.

### Dimension
Selon les sources consultées, la taille apparente de la nébuleuse est comprise entre 0,38 et 0,60 minute d'arc, ce qui, compte tenu de la distance et grâce à un calcul simple, équivaut à une dimension réelle de 1,03 ± 0,37 al.
Cependant, des observations dans l'infrarouge moyen ont montré qu'un halo entoure NGC 7354. Le diamètre de ce halo est de 110" (1,83'), peut-être plus grand. Si l'on tient compte de ce halo, la dimension de la nébuleuse est de 1,87 ± 0,68 al. Selon cette même source, NGC 7354 contient trois anneaux relativement minces et bien définis.

### Vitesse
Deux valeurs identiques de la vitesse radiale sont aussi indiquées sur Simbad, soit −42,5 km/s et −42,5 ± 2,0 km/s,.

### Mouvement propre
Deux couples de valeur semblables en ascension droite et en déclinaison sont indiqués sur Simbad, soit :
- −3,729 ± 0,070 mas/a et −4,772 ± 0,075 mas/a[13]
- −3,963 ± 0,146 mas/a et −4,629 ± 0,145 mas/a[12]

## Étoile centrale
La température de l'étoile centrale atteint les 100 kK et sa magnitude visuelle est supérieure à 15,2.